# Carl Georg Teodor Westée
Carl Georg Teodor Westée, född 12 september 1798 i Stockholm, död 21 juni 1865 i Montpellier, var en svensk-fransk militär.
Carl Georg Teodor Westée var son till ryttmästaren Jakob Vilhelm Westée och friherrinnan Charlotta Fredrika Åkerhielm. Han började sin militära bana 1813 som volontär vid Svea artilleriregemente och 1814 deltog han i fälttåget mot Norge. Han utnämndes till fänrik vid Södermanlands regemente 1815 och blev kort därpå adjutant hos presidenten i Krigskollegium. På grund av ekonomiska svårigheter lämnade Westée svensk tjänst och begav sig till Frankrike för att söka vinna anställning inom franska armén. Han antogs 1820 som menig soldat vid Hohenlohes regemente, som då var stationerat på Korsika. Där utmärkte sig Westée i strider mot rövarband och befordrades till underlöjtnant 1823 och till löjtnant 1830. 1831 fick Westée följa Nicolas-Joseph Maison på dennes expedition till Grekland. 1833 blev han kapten. Westée blev kapten 1833 och förflyttades 1838 som bataljonschef till främlingslegionen i Afrika, där han tjänstgjorde till 1846. Under otaliga strövtåg, expeditioner och smärre strider visade han prov på framåtanda och militär duglighet och blev 1844 befordrad till överstelöjtnant vid 36:e linjeregementet och tog del i nedslåendet i junioroligheterna i Paris samma år. Westée officer av hederslegionen 1850. Han inställning till Napoleon III och den nya regimen i Frankrike var dock kritisk, och då han inte erhöll något befäl i Krimkriget, begärde han harmset sitt avsked 1865. I tanke att Sverige skulle komma att dras in i kriget begav han sig 1856 hem för att ställa sina militära erfarenheter till landets förfogande, men då freden kort därefter slöts, återvände han till Frankrike. Han var 1861–1864 bosatt i Nice och flyttade därefter till Montpellier.